# Château de Cuy
Le château de Cuy (anciennement château de Cui) est un édifice situé sur la commune d'Occagnes, dans le département français de l'Orne.

## Localisation
Le monument est situé dans le département français de l'Orne, à 100 m au sud de l'église Saint-Gervais-et-Saint-Protais de Cui, commune intégrée en 1839 au territoire d'Occagnes.

## Historique
Construit au milieu du XVIIe siècle, il est vendu en 1809 par le comte Nicolas d'Orglandes.

## Architecture
Les façades et les toitures ainsi que les grilles d'entrée du château sont inscrites au titre des monuments historiques depuis le 14 décembre 1936.